# Università di Katmandu
L’Università di Katmandu è un'università nepalese pubblica, fondata nel 1991 nella capitale.
Non è strutturata in facoltà, dipartimenti o istituti, ma in scuole. Esse sono:
- Scuola di scienze
- Scuola di arti e studi umanistici
- Scuola di educazione
- Scuola di ingegneria
- Scuola di management (KUSOM)
- Scuola di scienze mediche (KUSMS)
- Scuola di diritto